# Ice Hockey Association of India
Ice Hockey Association of India ordnar med organiserad ishockey i Indien. Indien inträdde i IIHF den 27 april 1989.
Förutom samarbete med övriga idrottsförbund i Indien, som Indian Olympic Association och Sports Authority of India, med att utveckla ishockey och bygga rinkar, söker IHAI efter sponsorföretag. Många spelare i Indiens landslag hämtas från lag med militär anknytning. IHAI skapade dock program för att introducera sporten till en bredare publik, till exempel genom "Lär dig spela"-program i Ladakh och Kargil med satsningar även på Delhi och Mumbai. Som ett alternativ för intresserade i varmare delar började man även satsa på inlinehockey. Inlinehockey spelas bland annat även i Gujarat och Mumbai.

### Fotnoter
1. ↑  ”India”. International Ice Hockey Federation. http://www.iihf.com/iihf-home/countries/india.html. Läst 9 april 2012.
2. ↑  ”IHAI: Ice Hockey Association of India”. Ice Hockey Association of India. Arkiverad från originalet den 18 november 2009. https://web.archive.org/web/20091118202105/http://www.icehockeyindia.com/ihai.html. Läst 9 juni 2009.
3. ↑  ”Teams”. Ice Hockey Association of India. Arkiverad från originalet den 18 november 2009. https://web.archive.org/web/20091118202141/http://www.icehockeyindia.com/teams.html#main. Läst 9 juni 2009.
4. ↑  ”Learn to Play Programs”. Ice Hockey Association of India. Arkiverad från originalet den 18 november 2009. https://web.archive.org/web/20091118202135/http://www.icehockeyindia.com/programs.html. Läst 9 juni 2009.